# Hakan Özcan
Hakan Özcan (ur. 25 grudnia 1988) – turecki wioślarz.

## Osiągnięcia
- Mistrzostwa Europy – Ateny 2008 – czwórka bez sternika wagi lekkiej – 5. miejsce[1].
- Mistrzostwa Świata U-23 – Račice 2009 – czwórka bez sternika wagi lekkiej – 20. miejsce[1].
- Mistrzostwa Świata – Poznań 2009 – ósemka wagi lekkiej – 7. miejsce[1].